# 1724 기방난동사건
"1724 기방난동사건"(The Accidental Gangster and the Mistaken Courtesan)은 2008년 개봉한 대한민국의 영화이다. 조선시대를 배경으로 하고있다.

## 줄거리
조선 시대, 1724년을 배경으로 이야기가 시작된다. 작은 마을 출신의 건달 천둥은 고급 기방인 명월향에서 기생 설지를 만나 사랑에 빠진다. 어느 날, 그는 양주파의 우두머리와 싸움을 벌이지만, 이후 궁궐에서 명월향의 조직 활동을 단속하려 하자 위기에 처하게 된다. 설지를 쫓는 과정에서 천둥은 지역 최고 건달인 만득의 분노를 사게 된다. 이는 1724년에 실제로 기생집에서 벌어진 싸움을 바탕으로 한 액션 코미디 영화이다.

## 출연
- 이정재 - 의협청년 천둥 역
- 김석훈 - 모략꾼 만득 역
- 김옥빈 - 기생 설지 역
- 백도빈 - 싸움꾼 세제 역
- 이원종 - 칠갑 역
- 이원재 - 송대감 역
- 조덕현 - 삼국지 역
- 배성준 - 천수 역
- 남정희 - 노파 역
- 유지연 - 홍재 역
- 여균동 - 짝귀 역
- 위양호 - 모질이 역
- 김수남 - 대두 역
- 김기천 - 의원 역
- 김성룡 - 팔도 조폭 1 역
- 홍원배 - 팔도 조폭 3 역
- 신현승 - 조폭 7역
- 김두용 - 배달 2 역
- 독고준 - 가마탄 양반 자제놈 역
- 김용명 - 술꾼 역
- 서왕석 - 대두파 1 역
- 박성택 - 대두파 2 역
- 김영근 - 외눈이파 1 역
- 노진영 - 외눈이파 2 역
- 이정학 - 의리없는 조폭 2 역
- 정종렬 - 짝귀파 8 역
- 송보은 - 기생 9 역
- 장세진 - 날치 역 (우정출연)
- 홍석천 - 양복점 주인 역 (우정출연)
- 조희봉 - 배달 1 역 (우정출연)